# Кларкдејл (Арканзас)
Кларкдејл (енгл. Clarkedale) град је у америчкој савезној држави Арканзас.

## Демографија
По попису из 2010. године број становника је 371.
| Група             | 2000.    | 2010.       |
| Белци             | 0 (0,0%) | 303 (81,7%) |
| Афроамериканци    | 0 (0,0%) | 50 (13,5%)  |
| Азијати           | 0 (0,0%) | 1 (0,3%)    |
| Хиспаноамериканци | 0 (0,0%) | 12 (3,2%)   |
| Укупно            | 0        | 371         |